# Grégory Tadé
Grégory Tadé (Nantes, 2 settembre 1986) è un ex calciatore francese, di ruolo attaccante.
È il cugino del calciatore Armand Oné, ex Nantes e Cambridge United.

## Carriera

### Club

#### Giovanili e inizi
Inizia la sua carriera nel 2003 alle giovanili dell'Orvault Sports, ma nel 2006 debutta come calciatore professionista al Forfar Athletic, squadra scozzese che milita nella Scottish Second Division, collezionando 3 gol in 23 partite.

#### Stranraer
L'anno dopo firma un contratto con il Stranraer, dove marca 17 gol in 46 partite. Kevin Fotheringham è stato punito con otto giornate di squalifica per insulti razzisti rivolti a Tadé durante la partita con l'East Fife.

#### Clyde e Raith Rovers
Il 24 gennaio 2009 Tadé fa un passo avanti e firma con il Clyde, squadra militante nella seconda divisione scozzese. Debutta nello stesso giorno, giocando 75 minuti nella partita contro il Ross County, vinta per 2 reti a 0. A giugno dello stesso anno gli viene risolto il contratto per problemi finanziari. Firma con la neo-promossa Raith Rovers, aiuta la squadra scozzese a qualificarsi nelle semifinali della Scottish Cup e la stagione successiva si piazza al secondo posto.

#### Inverness e St. Johnstone
Nel 2011 firma con l'Inverness e debutta nella partita contro il Motherwell il 23 luglio.
A giugno 2012 firma con il St. Johnstone e segna il suo primo gol per i biancoblù il 26 luglio 2012, nella partita con i turchi dell'Eskişehirspor.

#### CFR Cluj e Steaua Bucarest
Nel 2013 Tadé è stato ingaggiato dal CFR Cluj e diventa il capocannoniere dell'edizione 2014-2015 della Liga I.
La stagione successiva 2015-2016, si trasferisce alla Steaua Bucarest, campioni in carica della Liga I, con cui disputa le qualificazioni alla Champions League, venendo eliminati al 3º turno preliminare, ed i play-off di Europa League, persi nel doppio confronto andata e ritorno.

#### Qatar SC, Maccabi Petah-Tikva e il ritorno in Romania
Nell'estate del 2016, dopo una sola stagione, lascia la Steaua Bucarest ed approda al Qatar SC, squadra militante in Qatar Stars League, il massimo Campionato qatariota di calcio. L'avventura dura solo sei mesi e a gennaio 2017 rimane svincolato.
Nell'agosto 2017 viene ingaggiato dal Maccabi Petah-Tikva, squadra della città di Petah Tiqwa, in Israele, militante nella Ligat ha'Al, il massimo livello professionistico del campionato israeliano di calcio. Nonostante raggiunge la salvezza, la società decide di non rinnovare il contratto e al termine della stagione si ritrova nuovamente svincolato.
Il 14 novembre 2018 fa il suo ritorno in Romania, venendo ingaggiato dalla Dinamo Bucarest, che per la stagione 2018-2019, milita nella Liga I.

## Palmarès

### Club
- Coppa di Lega rumena: 1

Steaua Bucarest: 2015-2016

### Individuale
- Capocannoniere Liga I: 1

2014-2015